# Brenda Shanahan
Pour les articles homonymes, voir Shanahan.
Brenda Shanahan est une chroniqueuse, conseillère financière, travailleuse sociale et femme politique canadienne.
Elle est la députée libérale de la circonscription de Châteauguay—Lacolle à la Chambre des communes du Canada de 2015 à 2025.

## Biographie
Brenda Shanahan détient un baccalauréat en service social de l'Université McGill, un baccalauréat en histoire de l'Université du Québec à Chicoutimi et une maîtrise en administration des affaires de la John Molson School of Business de l'Université Concordia.
Elle occupe des postes de direction au sein de la Fédération canadienne des femmes diplômées des universités. Elle est aussi membre de comités pour le Club des femmes universitaires de Montréal inc. en plus de participer au Comité pour la justice sociale-OLPH de Châteauguay.
Elle tient une chronique appelée « Let's talk money », traitant de finances personnelles, dans le quotidien anglophone The Gazette de Montréal. Elle est également formatrice en éducation financière à l'École d'éducation permanente de l'Université McGill.

### Carrière politique
Lors des élections fédérales d'octobre 2015, Brenda Shanahan est élue dans Châteauguay—Lacolle avec 39 % des voix. Au cours de la 42e législature, elle est membre du Comité mixte spécial sur l'aide médicale à mourir, du Comité permanent sur les comptes publics et du Comité permanent des opérations gouvernementales et des comptes publics.
Elle est réélue aux élections fédérales d'octobre 2019, devançant de peu la candidate du Bloc québécois. Lors de la 43e législature, elle est membre du Comité permanent de l'accès à l'information, de la protection des renseignements personnels et de l'éthique.
Shanahan est de nouveau candidate lors des élections du 20 septembre 2021. Le soir de l'élection, les résultats dans la circonscription sont trop serrés pour déclarer un vainqueur. On doit attendre que les bulletins de votes envoyés par la poste, en raison de la pandémie de Covid-19, soient comptabilisés. Deux jours plus tard, le 22 septembre 2021, après le dépouillement de ces votes, la victoire est donnée par Élections Canada au candidat du Bloc québécois Patrick O'Hara avec 606 voix d'avance. Mais, la victoire de ce dernier est de courte durée puisque le 6 octobre, 16 jours après le jour de l'élection, après une demande de recomptage demandée par le Parti libéral, Brenda Shanahan l'emporte par 12 voix.
Le 23 novembre 2024, elle annonce qu'elle ne se représentera pas lors des élections fédérales canadiennes de 2025.

### Vie privée
Brenda Shanahan réside à Châteauguay et est mère de trois enfants.